# Петтіт (Оклахома)
Петтіт (англ. Pettit) — переписна місцевість (CDP) в США, в окрузі Черокі штату Оклахома. Населення — 829 осіб (2020).

## Географія
Петтіт розташований за координатами 35°46′33″ пн. ш. 94°58′31″ зх. д. / 35.77583° пн. ш. 94.97528° зх. д. (35.775864, -94.975341).  За даними Бюро перепису населення США в 2010 році переписна місцевість мала площу 29,95 км², з яких 29,92 км² — суходіл та 0,04 км² — водойми.

## Демографія
Згідно з переписом 2010 року, у переписній місцевості мешкали 954 особи в 395 домогосподарствах у складі 281 родини. Густота населення становила 32 особи/км².  Було 539 помешкань (18/км²).
Расовий склад населення:
| - 63,6 % — білих - 28,5 % — корінних американців - 0,1 % — чорних або афроамериканців |

До двох чи більше рас належало 6,9 %. Частка іспаномовних становила 1,3 % від усіх жителів.
За віковим діапазоном населення розподілялося таким чином: 22,6 % — особи молодші 18 років, 60,2 % — особи у віці 18—64 років, 17,2 % — особи у віці 65 років та старші. Медіана віку мешканця становила 43,6 року. На 100 осіб жіночої статі у переписній місцевості припадало 100,4 чоловіків;  на 100 жінок у віці від 18 років та старших — 103,3 чоловіків також старших 18 років.
Середній дохід на одне домашнє господарство  становив 62 322 долари США (медіана — 53 365), а середній дохід на одну сім'ю — 67 781 долар (медіана — 58 021). За межею бідності перебувало 16,8 % осіб, у тому числі 19,1 % дітей у віці до 18 років та 18,3 % осіб у віці 65 років та старших.
Цивільне працевлаштоване населення становило 341 осіб. Основні галузі зайнятості: освіта, охорона здоров'я та соціальна допомога — 37,2 %, роздрібна торгівля — 17,6 %, науковці, спеціалісти, менеджери — 10,0 %, мистецтво, розваги та відпочинок — 7,0 %.